# Comté de Comanche (Texas)
Pour les articles homonymes, voir Comté de Comanche.
Le comté de Comanche, en anglais : Comanche County, est un comté situé dans le centre de l'État du Texas aux États-Unis. Fondé le 25 janvier 1856, son siège de comté est la ville de Comanche. Selon le recensement de 2020, sa population est de 13 594 habitants, population estimée, en 2017, à 13 573 habitants. Le comté a une superficie de 2 454 km2, dont 2 429 km2 est de surfaces terrestres. Il est nommé en mémoire de la nation comanche. 

## Organisation du comté
Le comté est fondé le 25 janvier 1856, à partir de terres rattachées aux comtés de Bosque et de Coryell. Il est définitivement organisé et autonome le 17 mars 1856. 
Il est baptisé en référence à la nation comanche, dont le territoire incluait la région.

## Géographie - Climat
Le comté de Comanche est situé sur le plateau d'Edwards au centre du Texas, aux États-Unis,. La région est drainée par les bras Nord et Sud de la rivière Leon (en) et leurs affluents, qui se jettent à leur tour dans le fleuve Brazos. 
Il a une superficie totale de 2 454,7 km2, composée de 2 428,7 km2 de terres et de 25,71 km2 de zones aquatiques. 
Les températures moyennes sont comprises entre 0 °C en janvier et 35 °C en juillet. Les précipitations annuelles moyennes sont de 457,2 mm. 

## Comtés adjacents
| Comté d'Eastland |                   | Comté d'Erath     |
|                  | comté de Comanche |                   |
| Comté de Brown   | Comté de Mills    | Comté de Hamilton |

## Démographie
Lors du recensement de 2010, le comté comptait une population de 13 974 habitants. Elle est estimée, en 2017, à 13 573 habitants.

Pyramide des âges du comté de Comanche (2000).

Selon l'American Community Survey, pour la période 2011-2015, 77,96 % de la population âgée de plus de 5 ans déclare parler anglais à la maison, alors que 21,02 % déclare parler l’espagnol et 1,03 % une autre langue.

### Source de la traduction
- (en) Cet article est partiellement ou en totalité issu de l’article de Wikipédia en anglais intitulé « Comanche County, Texas » (voir la liste des auteurs).